# Леопардов сом
Леопардовият сом (Corydoras trilineatus) е вид тропическа сладководна риба от семейство Калихтиди (Callichthyidae).

## Разпространение и местообитание
Среща се във водоемите на Южна Америка, в това число басейна на река Амазонка в Бразилия, Колумбия, Перу и крайбрежните реки в Суринам. Обитава води с рН 6-8, твърдост на водата 5-19 DGH и температура около 22-26 °C.

## Описание
На дължина достига до 6,1 cm.

## Хранене
Храни се с червеи, ракообразни, насекоми и растителна материя.

## Размножаване
Снася яйцата си в гъста растителност, след което възрастните не ги пазят.